# 根賈姆縣
根賈姆縣（Ganjam district）是印度的一個縣，位於該國東部，由奧里薩邦負責管轄，面積8,070平方公里，每年平均降雨量1,295毫米，識字率為71.88%，2011年人口3,520,151，人口密度每平方公里436人。

## 外部連結
- 官方网站